# دينا كريك
دينا كريك (بالإنجليزية: Dinah Craik)‏ (20 أبريل 1826، ستوك أون ترينت في المملكة المتحدة - 12 أكتوبر 1887 في المملكة المتحدة)؛ كاتِبة مُتخصِّصة في أدب الأطفال، شاعرة وروائية بريطانية.

## روابط خارجية
- دينا كريك على موقع ميوزك برينز (الإنجليزية)